# Anthopleura anjunae
Anthopleura anjunae is een zeeanemonensoort uit de familie Actiniidae. Anthopleura anjunae werd in 1993 voor het eerst wetenschappelijk beschreven door Cornelis den Hartog en Jayasree Vennam. Het wordt gevonden in Zuid- en Zuidoost-Azië.